# Cladura hakonensis
Cladura hakonensis là một loài ruồi trong họ Limoniidae. Chúng phân bố ở miền Cổ bắc.